# Botos Lajos (agrármérnök)
Botos Lajos (Albertfalva, 1922. július 18. – 2018) mezőgazdasági mérnök, közgazdász.

## Életpályája
A Báró Wesselényi Miklós Közgazdasági Felsőkereskedelmi Iskolában érettségizett 1941-ben. A Gödöllői Agrártudományi Egyetemen mezőgazdasági mérnöki oklevelet szerzett, doktorált (Budapest, 1961). A Budapesti Futura Rt. Mezőgazdasági Szövetkezeti Vállalat főtisztviselője volt 1941–1949 között, a Magyar Országos Szövetkezeti Központ cégvezetője 1949–1950 között, a Vetőmagtermeltető Vállalat igazgatóhelyettese 1950–1951 között, majd a Földmüvelésügyi Minisztérium Növénytermesztési Főigazgatósága, illetve a Mezőgazdasági és Élelmiszeripari Minisztérium Műszaki Fejlesztési Főosztályának osztályvezetője és miniszteri tanácsosa 1951–1982 között. 1951-től a Magyar Gazdasági Kamara áruszakértő bizottságának szakértőjként is tevékenykedett. A növénytermesztésben elsősorban a napraforgó és speciális ipari növények (dohány, cukor, répa, stb.) agroklimatológiai összefüggéseit vizsgálta. Részt vett a vetőmagvakról és egyéb növényi szaporító anyagokról szóló Tvr. (1968), illetve a Táblatörzskönyv bevezetéséről szóló miniszteri rendelet előkészítésében 1965-ben. 1969–1975 között a Növénytermelés című szaklap szerkesztő bizottsági tagja volt. A Mezőgazdaság szolgálatában töltött 50 év elismeréseként kapott kitüntetést a Magyar Agrártudományi Egyesülettől.

## Főbb munkái
- A napraforgó nagyüzemi termesztése (Budapest 1960)
- Nagyüzemi napraforgó termesztés agrotechnikai és üzemi vonatkozásai, a tájtermesztés. (Egyben doktori értekezés is, Gödöllő, 1961)
- A rostkender és a rostlen termesztése (1962)
- A Kendermag termesztése (Bócsa Ivánnal, Bp., 1966)
- Korszerű napraforgótermesztés (Budapest, 1966)
- A növénytermesztés kézikönyve. (Többekkel, Budapest, 1966; 2. kiadás: 1970)
- La culture du tournesol en Hongrie. (Clermont-Ferrand, 1972)
- Cukorrépa termesztésünk fejlődése és korszerűsödése (Cukoripar, 1973)
- Agroklimatológia és növénytermesztés. (Szerk. Varga-Haszonits Zoltánnal, Budapest, 1974)
- A napraforgó termesztés Magyarországon (A napraforgó, Bp., 1977)